# 宛多伊山

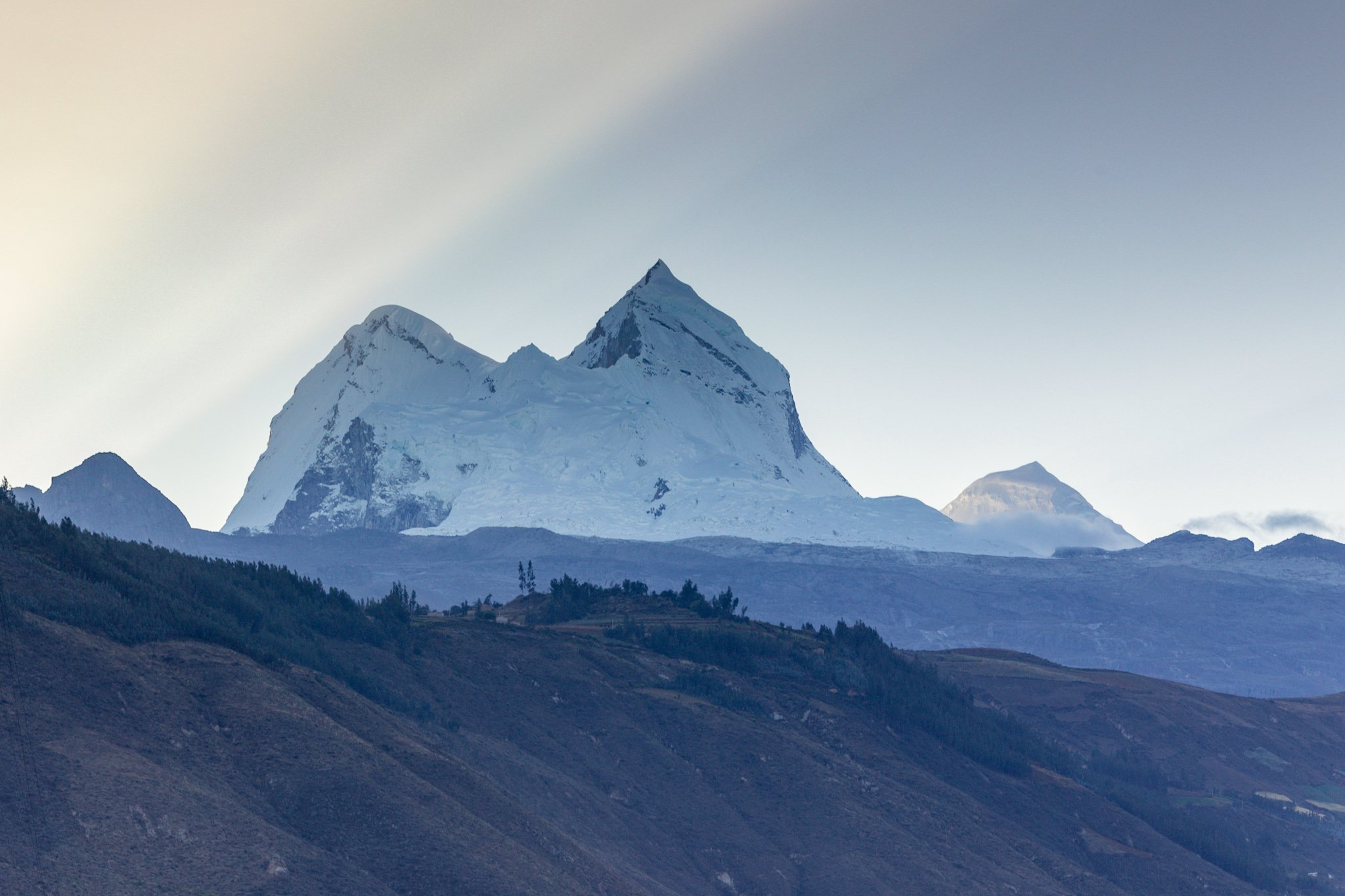

宛多伊山（西班牙語：Huandoy），是秘魯的山峰，位於該國北部安卡什大區，屬於安第斯山脈中布蘭卡山脈的一部分，海拔高度6,360米，人類在1932年首次登頂。